# Seznam pomníků a památníků v Praze
Seznam pomníků a památníků v Praze obsahuje pomníky a památníky umístěné ve veřejném prostoru na území Prahy mimo drobných pomníků a klasických hrobů. Je řazen podle data vzniku a nemusí být úplný.

## Seznam
| Rok                  | Fotografie                                                                                              | Lokace                                                                                    | Autor                                                                        | Název                                                                   | Popis                                                                     | Poznámka |
| -------------------- | --- | ----------------------------------------------------------------------------------------- | ---------------------------------------------------------------------------- | ----------------------------------------------------------------------- | ------------------------------------------------------------------------- | --- |
| 1851 (31. ledna)     | Kategorie „Statue of Charles IV at Křižovnické náměstí“ na Wikimedia Commons                            | Staré Město Křižovnické náměstí 50°5′10,71″ s. š., 14°24′50,04″ v. d.                     | Ernst Julius Hähnel (1811–1891)                                              | Pomník Karla IV.                                                        | socha; bronz, kámen, litina                                               | vznik 1844; odhalení plánováno na rok 1848 k 500. výročí založení Univerzity Karlovy, odloženo kvůli revoluci |
| 1858 (13. listopadu) | Kategorie „Radetzky Memorial in Prague“ na Wikimedia Commons                                            | Malá Strana Malostranské náměstí 50°5′16,11″ s. š., 14°24′15,92″ v. d.                    | Emanuel Max (1810–1901)                                                      | Pomník maršála Radeckého (†)                                            | socha, bronz                                                              | v květnu 1919 přenesen do lapidária |
| 1878 (15. května)    | Kategorie „Monument to Josef Jungmann (Prague)“ na Wikimedia Commons                                    | Nové Město Jungmannovo náměstí 50°4′58,33″ s. š., 14°25′20,88″ v. d.                      | Václav Levý (1820–1870) Ludvík Šimek (1837–1886)                             | Pomník Josefa Jungmanna                                                 | socha; bronz, žula                                                        | základní kámen položen 13. července 1873; inicioval František Palacký, předseda Svatoboru, spolu se svým zetěm F.L. Riegerem roku 1866 |
| 1881                 | Kategorie „Vítězslav Hálek memorial (Prague)“ na Wikimedia Commons                                      | Nové Město Karlovo náměstí 50°4′40,12″ s. š., 14°25′13,63″ v. d.                          | Bohuslav Schnirch (1845–1901)                                                | Pomník Vítězslava Hálka                                                 | busta; bronz, pískovec                                                    | kulturní památka; věnovala Umělecká beseda, severní část parku |
| 1898                 | Kategorie „Benedikt Roezl memorial (Prague)“ na Wikimedia Commons                                       | Nové Město Karlovo náměstí 50°4′25,5″ s. š., 14°25′9,54″ v. d.                            | Gustav Zoula (1871–1915) Čeněk Vosmík (1860–1944)                            | Pomník Benedikta Roezla                                                 | socha; bronz, pískovec                                                    | kulturní památka; jižní část parku |
| 1902                 | Kategorie „Josef Dobrovský monument in Kampa Park“ na Wikimedia Commons                                 | Malá Strana Ostrov Kampa 50°5′6,73″ s. š., 14°24′30″ v. d.                                | Tomáš Seidan (1830–1890) Václav Žďárský (*1854)                              | Pomník Josefa Dobrovského                                               | busta; bílý carrarský mramor, žula                                        | návrh z roku 1890, realizace 1902; původně umístěn ve Vrchlického sadech, od roku 1947 u Werichovy vily |
| 1902 (6. června)     | Kategorie „Monument to Daniel Adam of Veleslavín“ na Wikimedia Commons                                  | Veleslavín U Sadu 50°5′40,17″ s. š., 14°20′50,97″ v. d.                                   | Antonín Procházka (1849–1903)                                                | Pomník Daniela Adama z Veleslavína                                      | busta; bronz, žula                                                        | kulturní památka |
| 1910 (29. května)    | Kategorie „Karolina Světlá memorial (Prague)“ na Wikimedia Commons                                      | Nové Město Karlovo náměstí 50°4′31,75″ s. š., 14°25′10,12″ v. d.                          | Gustav Zoula (1871–1915)                                                     | Pomník Karoliny Světlé                                                  | busta; bronz, mramor, žula                                                | kulturní památka, střední část parku |
| 1911                 | Kategorie „Statue of Saint Wenceslaus by Myslbek“ na Wikimedia Commons                                  | Nové Město Václavské náměstí 50°4′47,21″ s. š., 14°25′47,03″ v. d.                        | Josef Václav Myslbek (1848–1922) Alois Dryák (1872–1932))                    | Pomník svatého Václava                                                  | jezdecká socha, 4 sochy světců; bronz, kámen                              | poslední socha sousoší (sv. Vojtěch) byla umístěna v květnu 1925; kulturní památka |
| 1912 (16. června)    | Kategorie „Statue of Karel Hynek Mácha at Petřín“ na Wikimedia Commons                                  | Malá Strana Petřínské sady 50°4′53,81″ s. š., 14°24′6,94″ v. d.                           | Josef Václav Myslbek (1848–1922) Antonín Balšánek (1865–1921)                | Pomník Karla Hynka Máchy                                                | socha, bronz                                                              | objednal spolek Svatobor, odlito 1911; kulturní památka společně s Parkem Petřín a zahradou Nebozízek |
| 1912 (1. července)   | Kategorie „Monument of Palacký in Prague“ na Wikimedia Commons                                          | Nové Město Palackého náměstí 50°4′22,89″ s. š., 14°24′53,35″ v. d.                        | Stanislav Sucharda (1866–1916) Alois Dryák (1872–1932)                       | Pomník Františka Palackého                                              | socha; bronz, kámen                                                       | kulturní památka |
| 1913                 | Kategorie „Statue of František Ladislav Rieger in Riegrovy sady“ na Wikimedia Commons                   | Riegerovy sady 50°4′46,02″ s. š., 14°26′16,69″ v. d.                                      | Josef Václav Myslbek (1848–1922)                                             | Pomník Františka Ladislava Riegera                                      | pomník, socha; bronz                                                      | park |
| 1914                 | Kategorie „Statue of Ferdinand Laub (Václav Sapík)“ na Wikimedia Commons                                | Malá Strana Petřínské sady 50°4′57,54″ s. š., 14°24′2,13″ v. d.                           | Vojtěch Sapík (1888–1916)                                                    | Pomník houslisty Ferdinanda Lauba                                       | socha, pískovec                                                           | kulturní památka |
| 1915 (6. července)   | Kategorie „Jan Hus Memorial (Old Town Square)“ na Wikimedia Commons                                     | Staré Město Staroměstské náměstí 50°5′16″ s. š., 14°25′16″ v. d.                          | Ladislav Šaloun (1870–1946)                                                  | Pomník mistra Jana Husa                                                 | socha; bronz, sedlčanská žula, kámen                                      | kulturní památka |
| 1920 (7. listopadu)  | Kategorie „Monument at Bílá hora“ na Wikimedia Commons                                                  | Ruzyně 50°4′41,75″ s. š., 14°19′9,33″ v. d.                                               |                                                                              | Mohyla na Bílé hoře                                                     | kamenná mohyla                                                            | nedaleko obory Hvězda; z iniciativy sokolské župy |
| 1928 (27. října)     | | Malá Strana Malostranské náměstí 50°5′16,23″ s. š., 14°24′14,98″ v. d.                    | Karel Dvořák (1893–1950)                                                     | Pomník Ernesta Denise v Praze (†)                                       | socha                                                                     | zdemolován nacisty 20.–21. dubna 1941; pomník připomíná busta a pamětní deska na domě č.p. 27 (Mikoláš Vavřín, Petr Roztočil, 31. října 2003) |
| 1931                 | Kategorie „Statue of Eliška Krásnohorská (Prague)“ na Wikimedia Commons                                 | Nové Město Karlovo náměstí 50°4′33,94″ s. š., 14°25′10,9″ v. d.                           | Karla Vobišová-Žáková (1887–1961)                                            | Pomník Elišky Krásnohorské                                              | socha; bílý rumunský mramor                                               | kulturní památka; nákladem Ženského výrobního spolku českého, střední část parku |
| 1932 (28. října)     | Kategorie „Praha svým vítězným synům“ na Wikimedia Commons                                              | Nové Město náměstí Pod Emauzy 50°4′20,08″ s. š., 14°24′56,31″ v. d.                       | Josef Mařatka (1874–1937) Kateřina Amortová (*1952)                          | Praha svým vítězným synům                                               | sousoší, pomník; bronz, žula                                              | na památku československých legionářů; během německé okupace zničen, bronzová kopie odhalena 28. října 1998 |
| 1940                 | Kategorie „Stromořadí studentů v Modřanech“ na Wikimedia Commons                                        | Modřany U Modřanské školy 50°0′25,51″ s. š., 14°24′17,81″ v. d.                           |                                                                              | Stromořadí studentů v Modřanech                                         | 9 lip s pamětní deskou                                                    | vysazeno na památku devíti studentů popravených nacisty 17. listopadu 1939 |
| 1950                 | Kategorie „Statue of Vítězslav Novák at Petřín“ na Wikimedia Commons                                    | Malá Strana Petřínské sady 50°4′55,78″ s. š., 14°24′5,15″ v. d.                           | Jan Kodet (1910–1974)                                                        | Pomník Vítězslava Nováka                                                | socha; bronz, mramor                                                      | kulturní památka; v podstavci urna s popelem |
| 1950 (14. července)  | Kategorie „Statue of Jan Žižka at Vítkov Hill“ na Wikimedia Commons                                     | Žižkov 50°5′18,28″ s. š., 14°26′56,88″ v. d.                                              | Bohumil Kafka (1878–1942)                                                    | Pomník Jana Žižky na Vítkově                                            | jezdecká socha; bronz, 9×5 m                                              | kulturní památka; 1932–1950 před Národním památníkem na Vítkově |
| 1955                 | Kategorie „Statue of Božena Němcová at Slovanský ostrov“ na Wikimedia Commons                           | Nové Město Slovanský ostrov 50°4′47,74″ s. š., 14°24′45,54″ v. d.                         | Karel Pokorný (1891–1962) Jaroslav Fragner (1896–1968)                       | Pomník Boženy Němcové                                                   | bronz                                                                     | kulturní památka; vznik 1952–1954, osazeno 1955 |
| 1956                 | Kategorie „Statue of Jaroslav Vrchlický (Josef Wagner)“ na Wikimedia Commons                            | Malá Strana Lobkovická zahrada 50°5′6,29″ s. š., 14°23′47,77″ v. d.                       | Josef Wagner (1901–1957) Antonín Wagner (1904–1978)                          | Pomník Jaroslava Vrchlického                                            | socha, pískovec                                                           | kulturní památka; vznik 1938–1956, osazeno 1960 |
| 1960                 | Kategorie „Statue of Alois Jirásek by Karel Pokorný and Jaroslav Fragner“ na Wikimedia Commons          | Nové Město Jiráskovo náměstí 50°4′33,35″ s. š., 14°24′51,59″ v. d.                        | Karel Pokorný (1891–1962) Jaroslav Fragner (1898–1967)                       | Pomník Aloise Jiráska                                                   | socha; bronz, kámen                                                       | kulturní památka |
| 1961                 | Kategorie „Jan Evangelista Purkyně memorial (Prague)“ na Wikimedia Commons                              | Nové Město Karlovo náměstí 50°4′28,33″ s. š., 14°25′11,46″ v. d.                          | Oskar Kozák (1909–2004) Vladimír Štrunc (*1903)                              | Pomník J. E. Purkyně                                                    | socha; bronz, kámen                                                       | kulturní památka; jižní část parku |
| 1970                 | Kategorie „Statue of Jan Neruda by Jan Simota and Karel Lapka“ na Wikimedia Commons                     | Malá Strana Petřínské sady 50°4′58,66″ s. š., 14°24′8,18″ v. d.                           | Jan Simota (1920–2007)                                                       | Pomník Jana Nerudy                                                      | socha, bronz                                                              | kulturní památka |
| 1971                 | Kategorie „Raftsmen monument at Výtoň, Prague“ na Wikimedia Commons                                     | Nové Město Výtoň 50°4′3,61″ s. š., 14°24′56,23″ v. d.                                     | Jan Jiřikovský (1906–1990)                                                   | Památníček zahynulých plavců                                            | památník, kámen                                                           | památník podskalským plavcům a vorařům od Spolku Vltavan |
| 1975                 | Kategorie „Kobylisy Shooting Range“ na Wikimedia Commons                                                | Kobylisy Čumpelíkova 50°7′54,93″ s. š., 14°27′48,94″ v. d.                                | Miloš Zet (1920–1995) Martin Sladký (1920–2016)                              | Kobyliská střelnice                                                     | socha (žula, bronz), mozaika, deska se jmény                              | pietní místo |
| 1976                 | Kategorie „Pomník obětem horolezecké výpravy v Huascaránu 1970 (Miloslav Hejný)“ na Wikimedia Commons   | Strašnice V Úžlabině 50°4′46,03″ s. š., 14°29′55,36″ v. d.                                | Miloslav Hejný (1925–2013)                                                   | Památník horolezců zahynulých v Peru                                    | socha, hořický pískovec                                                   | Sídliště Malešice, park |
| 1983                 | Kategorie „Pomník padlým v květnu 1945 u mostu Barikádníků“ na Wikimedia Commons                        | Libeň Pátkova 50°6′52,05″ s. š., 14°26′41,84″ v. d.                                       | Jan Hendrych (*1936)                                                         | Pomník padlým v květnu 1945                                             | pamětní deska                                                             | u mostu Barikádníků |
| 1984                 | Kategorie „Barikádníci“ na Wikimedia Commons                                                            | Libeň Pátkova 50°6′56,31″ s. š., 14°26′53,67″ v. d.                                       | Josef Malejovský (1914–2003) Josef Polák Jan Polák                           | Barikádníci                                                             | pomník, bronz                                                             | u mostu Barikádníků |
| 1988                 | | Hlubočepy K Barrandovu 50°2′21,67″ s. š., 14°24′15,36″ v. d.                              | Martin Sladký (1920–2016) Josef Danda Jan Špičák                             | Památník Obětem pražského povstání na Barrandovských skalách            | mozaika; kámen, beton                                                     | na ostrohu u schodiště při sestupu od Barrandovských teras, bez pamětní desky |
| 1993                 | Kategorie „27 nobles of Bohemia by Karel Nepraš“ na Wikimedia Commons                                   | Malá Strana Malostranské náměstí 258/13 50°5′18,42″ s. š., 14°24′7,74″ v. d.              | Karel Nepraš (1932–2002)                                                     | 27 českých pánů                                                         | 27 sloupků s hlavami; litina                                              | před Lichtenštejnským palácem, ve kterém bylo rozhodnuto o popravě 27 českých pánů |
| 1994 (30. srpna)     | Kategorie „Statue of Milan Rastislav Štefánik by Bohumil Kafka on Petřín“ na Wikimedia Commons          | Hradčany Petřínské sady 50°4′52,99″ s. š., 14°23′51,09″ v. d.                             | Bohumil Kafka (1878–1942)                                                    | Pomník Milana Rastislava Štefánika                                      | bronz; 2,47 m                                                             | kulturní památka; zmenšený model sochy z roku 1937 vytvořené pro Bratislavu |
| 1994 (1. července)   | | Nové Město dvůr mezi Vodičkovou a Jungmannovou ulicí 50°4′49,97″ s. š., 14°25′23,3″ v. d. | Josef Mařatka (1874–1937)                                                    | Pomník Josefa Hlávky(na Wikidatech)                                     | bronz                                                                     | pomník, plánovaný původně v kamení, byl určen pro Hlávkův most; jedna kopie byla odlita v roce 1934 a umístěna u zámku v Lužanech, druhá kopie byla odlita v roce 1994 a umístěna ve dvoře Hlávkových domů |
| 1995                 | Kategorie „Monument to Josef and Karel Čapek by Pavel Opočenský“ na Wikimedia Commons                   | Vinohrady Náměstí Míru 50°4′32,59″ s. š., 14°26′11,18″ v. d.                              | Pavel Opočenský (*1954)                                                      | Pomník bratří Čapků                                                     | žula; 3 m                                                                 | park |
| 1995 (12. května)    | Kategorie „Památník padlým československým letcům (Bubeneč)“ na Wikimedia Commons                       | Bubeneč Náměstí svobody 50°6′3,34″ s. š., 14°23′58,73″ v. d.                              | František Bělský (1921–2000)                                                 | Památník letců                                                          | žula, svařovaný kov                                                       | exteriér |
| 1999                 | Kategorie „Statue of Winston Churchill in Žižkov“ na Wikimedia Commons                                  | Žižkov nám. W. Churchilla 50°5′4,52″ s. š., 14°26′28,22″ v. d.                            | Ivor Robert-Jones                                                            | Pomník Winstona Churchilla                                              | bronz                                                                     | park |
| 2000 (16. ledna)     | Kategorie „Palach and Zajíc memorial in Prague“ na Wikimedia Commons                                    | Nové Město Václavské náměstí 50°4′46,04″ s. š., 14°25′49,49″ v. d.                        | Barbora Veselá arch.Čestmír Houska arch.Jiří Veselý                          | Pomník Janu Palachovi a Janu Zajíci                                     | dvě nízké mohyly s křížem                                                 | před budovou Národního muzea |
| 2000 (7. března)     | Kategorie „Statue of Tomáš Garrigue Masaryk by Rathouský, Vajce and Bartoš“ na Wikimedia Commons        | Hradčany Hradčanské náměstí 50°5′22,15″ s. š., 14°23′52,54″ v. d.                         | Otakar Španiel (1881–1955) Jan Bartoš (*1947) Josef Vajce (1937–2011)        | Pomník T. G. Masaryka                                                   |                                                                           | podle původní sochy z roku 1931 od Otakara Španiela umístěné v Pantheonu Národního muzea v Praze |
| 2002 (22. května)    | Kategorie „Pomník obětem komunismu (Praha, Újezd)“ na Wikimedia Commons                                 | Malá Strana Újezd 50°4′52,22″ s. š., 14°24′14,01″ v. d.                                   | Olbram Zoubek (1926–2017)                                                    | Pomník obětem komunismu                                                 | sochy; bronz                                                              | Petřínské sady |
| 2002 (22. září)      | Kategorie „Pomník Emila Zátopka (Jaroslav Brož)“ na Wikimedia Commons                                   | Vinohrady Benešovská 50°4′28,92″ s. š., 14°27′39,07″ v. d.                                | Jaroslav Brož (*1935)                                                        | Pomník Emila Zátopka                                                    | bronz                                                                     | od roku 2021 na zahradě sídla Českého olympijského výboru odhalena před Sazkou, Vysočany, K Žižkovu |
| 2004 (27. března)    | Kategorie „Monument near O2 Arena (Prague)“ na Wikimedia Commons                                        | Libeň Českomoravská 50°6′12,89″ s. š., 14°29′39,8″ v. d.                                  | František Anýž Josef Kulhánek                                                | památník ČKD Lokomotivka                                                | nerezová ocel, bronz                                                      | exteriér |
| 2004 (23. května)    | Kategorie „Obětem kolektivizace zemědělství (Těšnov)“ na Wikimedia Commons                              | Karlín Těšnov 50°5′37,83″ s. š., 14°26′12,11″ v. d.                                       | Jiří Plieštik Petr Podzemský                                                 | Obětem kolektivizace zemědělství                                        | nerez, železo                                                             | před Ministerstvem zemědělství |
| 2004 (11. listopadu) | Kategorie „Památník československým zahraničním vojákům“ na Wikimedia Commons                           | Dejvice Vítězné náměstí 50°6′0,4″ s. š., 14°23′41,21″ v. d.                               | Jiří Plieštik (*1956)                                                        | Pomník vojákům padlým na zahraničních bojištích během II. světové války | bronz                                                                     | jihozápadní část náměstí |
| 2005 (20. října)     | Kategorie „Pomník českým botanikům (Ivan Jilemnický)“ na Wikimedia Commons                              | Nové Město Na Slupi 50°4′17,51″ s. š., 14°25′18,15″ v. d.                                 | Ivan Jilemnický (1944–2012)                                                  | Českým botanikům                                                        | hořický pískovec                                                          | Botanická zahrada UK |
| 2006                 | Kategorie „Memorial of the Second Resistance (Prague)“ na Wikimedia Commons                             | Malá Strana Klárov 50°5′24,83″ s. š., 14°24′39,23″ v. d.                                  | Vladimír Preclík (1929–2008)                                                 | Památník II. odboji                                                     |                                                                           | Park na Klárově |
| 2006 (31. října)     | Kategorie „Monument to Otto Wichterle“ na Wikimedia Commons                                             | Břevnov Heyrovského náměstí 50°5′10,41″ s. š., 14°20′19,91″ v. d.                         | Michal Gabriel (*1960)                                                       | Pomník profesora Otto Wichterleho                                       | bronz                                                                     | před Ústavem makromolekulární chemie AV ČR |
| 2006 (15. listopadu) | Kategorie „Památník obětem dopravních nehod“ na Wikimedia Commons                                       | Chodov 5. května 50°2′12,29″ s. š., 14°29′24,59″ v. d.                                    | Miloš Hejl Stanislav Vondruška                                               | Památník obětem dopravních nehod                                        |                                                                           | poblíž nultého kilometru dálnice D1 |
| 2009 (27. května)    | Kategorie „Památník Operace Anthropoid“ na Wikimedia Commons                                            | Libeň V Holešovičkách 50°7′4,2″ s. š., 14°27′54,71″ v. d.                                 | David Moješčík (*1974)                                                       | Památník Operace Anthropoid                                             | ocel                                                                      | křižovatka Vychovatelna |
| 2009 (1. září)       | Kategorie „Statue of Nicholas Winton in Prague“ na Wikimedia Commons                                    | Vinohrady Wilsonova 50°4′56,89″ s. š., 14°26′6,64″ v. d.                                  | Flor Kent                                                                    | Pomník Nicholase Wintona                                                | bronz                                                                     | Hlavní nádraží, nástupiště |
| 2009 (13. října)     | Kategorie „Zemřeli aby jiní žili (Kurt Gebauer)“ na Wikimedia Commons                                   | Nové Město Horská 50°4′7,37″ s. š., 14°25′44,59″ v. d.                                    | Kurt Gebauer (*1941)                                                         | Pomník padlým policistům a hasičům                                      | kámen                                                                     | Karlov, park |
| 2009 (28. října)     | Kategorie „Monument to Milada Horáková in Pankrác“ na Wikimedia Commons                                 | Nusle nám. Hrdinů 50°3′23,78″ s. š., 14°26′6,94″ v. d.                                    | Jan Bartoš Ctibor Havelka Milan Knobloch                                     | Pomník Miladě Horákové                                                  | bronz, žula                                                               | exteriér |
| 2009 (7. prosince)   | Kategorie „Monument to Josef Beran in Dejvice“ na Wikimedia Commons                                     | Dejvice Thákurova 50°6′9,23″ s. š., 14°23′16,19″ v. d.                                    | Stanislav Hanzík (1931–2021)                                                 | Pomník kardinála Berana                                                 | kámen                                                                     | před Arcibiskupským seminářem |
| 2010 (16. června)    | | Smíchov Zborovská 50°4′43,46″ s. š., 14°24′23,65″ v. d.                                   | Jiří Sozanský (*1946)                                                        | Mater mortis                                                            | bronz                                                                     | odhalena před Úřadem vlády ČR, poté umístěna na nádvoří Krajského soudu na Smíchově |
| 2010 (30. září)      | Kategorie „Památník svobody (Chodov)“ na Wikimedia Commons                                              | Chodov Ledvinova 50°2′7,11″ s. š., 14°29′50,8″ v. d.                                      | Josef Vajce (1937–2011)                                                      | Památník svobody                                                        | carrarský mramor                                                          | u Chodovské tvrze |
| 2010 (10. října)     | Kategorie „Milada Horáková Memorial in Smíchov“ na Wikimedia Commons                                    | Smíchov Bieblova 50°3′57,78″ s. š., 14°23′58,3″ v. d.                                     | Olbram Zoubek (1926–2017)                                                    | Pomník Milady Horákové                                                  | bronz                                                                     | park před kostelem |
| 2011 (23. června)    | Kategorie „Z vlastního rozhodnutí“ na Wikimedia Commons                                                 | Vinohrady park Folimanka 50°4′2,3″ s. š., 14°25′50,01″ v. d.                              | Krištof Kintera (*1973)                                                      | Z vlastního rozhodnutí – Memento mori                                   |                                                                           | pod Nuselským mostem v parku |
| 2011 (8. září)       | Kategorie „Monument to Woodrow Wilson in Prague“ na Wikimedia Commons                                   | Nové Město Vrchlického sady 50°5′1,98″ s. š., 14°25′59,22″ v. d.                          | Michal Blažek (*1955) Václav Frydecký (1931–2011) Daniel Talavera            | Pomník Woodrowa Wilsona                                                 | bronz, kámen                                                              | před budovou Hlavního nádraží |
| 2012 (31. května)    | Kategorie „Statue of Josef Masopust“ na Wikimedia Commons                                               | Dejvice Na Julisce 50°6′36,68″ s. š., 14°23′17,92″ v. d.                                  | Josef Nálepa (1936–2012)                                                     | Pomník Josefa Masopusta                                                 | socha; bronz, žula                                                        | u sportovního areálu Juliska |
| 2012 (8. října)      | Kategorie „Památník 150 let Sokola (Vinohrady)“ na Wikimedia Commons                                    | Vinohrady Riegrovy sady 50°4′43,15″ s. š., 14°26′32,55″ v. d.                             | Karel Holub Petr Holub                                                       | Památník 150 let Sokola                                                 | kov                                                                       | park před sokolovnou |
| 2013 (9. září)       | Kategorie „Bike to Heaven - Disclosure“ na Wikimedia Commons                                            | Holešovice Dukelských hrdinů 50°5′48,17″ s. š., 14°25′56,57″ v. d.                        | Krištof Kintera (*1973)                                                      | Bike to Heaven                                                          |                                                                           | na památku Jana Bouchala, propagátora městské cyklistiky a spoluzakladatele iniciativy Auto*Mat, který zde tragicky zemřel |
| 2014 (17. dubna)     | Kategorie „The Winged Lion (Prague)“ na Wikimedia Commons                                               | Malá Strana Klárov 50°5′27,32″ s. š., 14°24′37,63″ v. d.                                  | Colin Spofforth                                                              | Pomník letcům RAF                                                       | bronz                                                                     | Park na Klárově |
| 2014 (10. září)      | Kategorie „Emil Kolben memorial (Vysočany)“ na Wikimedia Commons                                        | Vysočany Náměstí OSN 50°6′38,82″ s. š., 14°30′6,84″ v. d.                                 | Martin Suchánek Lukáš Velíšek                                                | Pomník Emila Kolbena                                                    | sklo, ocel, kámen                                                         | křižovatka |
| 2014 (3. října)      | Kategorie „Pomník hrdinům z jinonického akcízu“ na Wikimedia Commons                                    | Stodůlky Bucharova 50°3′2,44″ s. š., 14°21′1,54″ v. d.                                    | Milan Vácha (*1944)                                                          | Pomník hrdinům z jinonického akcízu                                     | bronz, pískovec                                                           | exteriér |
| 2015 (9. března)     | Kategorie „Gate of No Return“ na Wikimedia Commons                                                      | Holešovice Bubenská 50°6′9,09″ s. š., 14°26′17,08″ v. d.                                  | Aleš Veselý (1935–2015)                                                      | Brána nenávratna                                                        |                                                                           | u nádraží Praha-Bubny |
| 2015 (6. července)   | Kategorie „Za pravdu (Betlémská kaple)“ na Wikimedia Commons                                            | Staré Město Betlémské náměstí 50°5′3,05″ s. š., 14°25′2,43″ v. d.                         | arch. Adam Jirkal, arch. Jerry Koza, Martin Papcún                           | Za pravdu                                                               | instalace využívá princip slunečního svitu k zobrazení nápisu „Za pravdu“ | Betlémská kaple; České vysoké učení technické v Praze a Spolek pro připomínku odkazu Mistra Jana Husa; viditelné kolem 6. července |
| 2015 (16. listopadu) | Kategorie „Milada Horáková Memorial at Sněmovní, Prague“ na Wikimedia Commons                           | Malá Strana Sněmovní 50°5′24,26″ s. š., 14°24′14,8″ v. d.                                 | Josef Faltus                                                                 | Pomník Milady Horákové                                                  |                                                                           | exteriér |
| 2016                 | Kategorie „Pomník Václava Havla (Kurt Gebauer)“ na Wikimedia Commons                                    | Nové Město nám. Václava Havla 50°4′51,18″ s. š., 14°24′51,43″ v. d.                       | Kurt Gebauer (*1941)                                                         | Srdce pro Václava Havla                                                 |                                                                           | exteriér |
| 2016 (16. ledna)     | Kategorie „The House of the Suicide and the House of the Mother of the Suicide“ na Wikimedia Commons    | Staré Město Alšovo nábřeží 50°5′19,88″ s. š., 14°24′50,65″ v. d.                          | John Hejduk (1929–2000)                                                      | Dům syna a Dům matky                                                    | nerezová ocel; 2,8x2,8x7,3 m                                              | podle původního návrhu z let 1980–1991 |
| 2016 (19. září)      | Kategorie „Stuha - pocta Jaroslavu Seifertovi (Jan Roith)“ na Wikimedia Commons                         | Žižkov Táboritská 50°5′2,33″ s. š., 14°27′13,19″ v. d.                                    | Jan Roith                                                                    | Stuha - pocta Jaroslavu Seifertovi                                      | kámen                                                                     | exteriér |
| 2017 (27. května)    | Kategorie „Památník rozloučení“ na Wikimedia Commons                                                    | Vinohrady Wilsonova 50°4′58,98″ s. š., 14°26′7,77″ v. d.                                  | Jan Huňát Stuart Mason                                                       | Památník rozloučení                                                     |                                                                           | Hlavní nádraží, podchod |
| 2017 (4. října)      | Kategorie „Pomník generálporučíka Františka Fajtla (Vokovice)“ na Wikimedia Commons                     | Vokovice K Červenému vrchu 50°5′48,34″ s. š., 14°20′52,89″ v. d.                          | Aleš Vyjídák Zdeněk Ruffer                                                   | Pomník generálporučíka Františka Fajtla                                 | směs travin, kov                                                          | exteriér |
| 2018 (1. října)      | Kategorie „Pomník obětem dvou totalitních režimů (Ladislav Sorokáč, Ondřej Tuček)“ na Wikimedia Commons | Nové Město Horská 50°4′4,75″ s. š., 14°25′34,98″ v. d.                                    | Ladislav Sorokáč Ondřej Tuček                                                | Pomník obětem dvou totalitních režimů                                   | žula, mramor                                                              | Park Ztracenka, nad Albertovem |
| 2019 (27. června)    | Kategorie „Václav Dolejšek Memorial“ na Wikimedia Commons                                               | Libeň U Slovanky 50°7′26,83″ s. š., 14°28′0,75″ v. d.                                     | František Svátek (*1945)                                                     | Pomník Václava Dolejška                                                 | ocel, žula                                                                | park, areál ústavů Akademie věd ČR |
| 2020 (15. srpna)     | Kategorie „Mariánský sloup na Staroměstském náměstí v Praze (nový)“ na Wikimedia Commons                | Staré Město Staroměstské náměstí 50°5′14,52″ s. š., 14°25′16,75″ v. d.                    | Petr Váňa (*1965)                                                            | Mariánský sloup                                                         | socha; pískovec                                                           | replika; nahradil původní sloup z roku 1652 (Jan Jiří Bendl), zničený roku 1918 |
| 2020 (17. listopadu) | Kategorie „Palachův pylon“ na Wikimedia Commons                                                         | Vinohrady Wilsonova 50°4′48,63″ s. š., 14°25′53,61″ v. d.                                 | Karel Prager (1923–2001) Miloslav Chlupáč (1920–2008) Antonín Kašpar (*1954) | Palachův pylon                                                          | sloup; ocel, bronz                                                        | budova Federálního shromáždění, mělo být osazeno 1968, o původně zamýšlenou plastiku doplněno roku 2020 |
| 2022 (10. června)    | Kategorie „Bell 9801“ na Wikimedia Commons                                                              | plánované umístění Karlín Rohanský ostrov                                                 | Ondřej Boháč (*1982)                                                         | Zvon #9801                                                              | pamětní zvon; hmotnost 9 801 kg                                           | odlit roku 2022 ve zvonařství Grassmayr v Innsbrucku, slavnostně odhalen 28. srpna 2022 u čapadla Hollar na Smetanově nábřeží, koncem září 2022 přesunut k Hořejšímu nábřeží; pamětní zvon pro Prahu svou hmotností připomíná 9801 zvonů zabavených pro účely zbrojního průmyslu nacistickým Německem za 2. světové války v Protektorátu Čechy a Morava |
| 2022 (4. září)       | Kategorie „Jindřiška Nováková“ na Wikimedia Commons                                                     | Libeň Zenklova 50°6′27,22″ s. š., 14°28′21,43″ v. d.                                      | Lukáš Wagner (*1978)                                                         | Dívka s kolem                                                           | pomník                                                                    | na památku Jindřišky Novákové; nádvoří základní školy Bohumila Hrabala |
| 2022 (7. září)       | Kategorie „Památník Návrat kamenů“ na Wikimedia Commons                                                 | Žižkov Mahlerovy sady 50°4′53,82″ s. š., 14°27′5,75″ v. d.                                | Jaroslav Róna (*1957)                                                        | Památník Návrat kamenů                                                  | žula                                                                      | Židovský hřbitov v Praze-Žižkově; památník postaven z dlažebních kostek použitých při vydláždění dolní části Václavského náměstí po rozřezání náhrobků |
| 2024 (4. ledna)      | Kategorie „Memorials near Faculty of Arts of Charles University“ na Wikimedia Commons                   | Staré Město náměstí Jana Palacha 50°5′20,3″ s. š., 14°24′57,3″ v. d.                      |                                                                              | pietní místo                                                            |                                                                           | pietní místo za oběti střelby na Filosofické fakultě UK z 21.12.2023 |
| 2024 (21. srpna)     | Kategorie „Jiří Sozanský, Pomník obětem okupace v roce 1968“ na Wikimedia Commons                       | Malá Strana U Sovových mlýnů 50°5′0,32″ s. š., 14°24′30,76″ v. d.                         | Jiří Sozanský (*1946)                                                        | Památník obětem sovětské invaze v roce 1968 (Invaze a Rok zlomu)        | bronz, výška 5 m                                                          | Muzeum Kampa, umístěno na 1 rok; na památku 137 obětí okupace sovětskými vojsky z r. 1968 a obětí protestů z r. 1969; Sozanský památník prezentoval roku 2023 na výročí okupace na výstavě v Armádním muzeu Žižkov |
|                      | Kategorie „1621 execution memorial at the Old Town Square“ na Wikimedia Commons                         | Staré Město Staroměstské náměstí 50°5′13,99″ s. š., 14°25′14,98″ v. d.                    |                                                                              | Památník Popravy 27 českých pánů                                        | mozaika v dlažbě; žula                                                    | na místě popravy 27 českých pánů 21. června 1621 |